# Voo El Al 1862
O voo 1862 da El Al era uma rota aérea internacional operada por um avião de carga Boeing 747 da então companhia aérea estatal israelense El Al entre o Aeroporto John F. Kennedy em Nova Iorque (Estados Unidos) e o Aeroporto Internacional Ben Gurion em Tel Aviv (Israel) com escala no Aeroporto de Amesterdão Schiphol em Amesterdão (Países Baixos). Em 04 de outubro de 1992 a aeronave cargueira que fez esta rota colidiu com os apartamentos de Groeneveen e Klein-Kruitberg no bairro de Bijlmermeer (coloquialmente "Bijlmer") (parte de Amsterdam-Zuidoost) de Amsterdã nos Países Baixos. O acidente é conhecido em holandês como Bijlmerramp (desastre de Bijlmer).
Ao todo, 47 pessoas foram oficialmente relatadas como mortas, incluindo todos os três tripulantes da aeronave, uma passageira que viajava de graça como funcionária da companhia aérea no assento reclinável da cabine de comando e 43 pessoas no solo. Além destas mortes, 11 pessoas ficaram gravemente feridas e 15 pessoas receberam ferimentos leves. O número exato de pessoas mortas no terreno é contestado, já que o prédio abrigava muitos imigrantes não documentados. O acidente é o desastre aéreo mais mortal da história dos Países Baixos.

## Aeronave e tripulação
Em 4 de outubro de 1992, a aeronave de carga, um Boeing 747-258F, matrícula 4X-AXG, viajando do Aeroporto Internacional John F. Kennedy em Nova Iorque para o Aeroporto Internacional Ben Gurion em Israel, fez escala no Aeroporto Schiphol de Amsterdã. Durante o voo de Nova Iorque para Schiphol, três problemas foram observados: flutuações na regulação de velocidade do piloto automático, problemas com um rádio e flutuações na tensão do gerador elétrico no motor número três, o motor interno da asa direita que mais tarde se desprender da aeronave e iniciar o acidente.
O jato pousou em Schiphol às 14h40 UTC+1 (10:40 UTC-3, 13:40 UTC) para carregamento de carga e mudança de tripulação. A aeronave foi reabastecida e os problemas observados foram reparados, pelo menos provisoriamente. 
A tripulação consistia do Capitão Yitzhak Fuchs (59), primeiro-oficial Arnon Ohad (32) e engenheiro de voo Gedalya Sofer (61). Uma única passageira chamada Anat Solomon (23) estava a bordo. Ela era uma funcionária da El Al baseada em Amsterdã e estava viajando para Tel Aviv para se casar com outro funcionário da companhia. O capitão Fuchs era um aviador experiente, tendo voado como piloto de caça-bombardeiro na força aérea israelense no final da década de 1950. Ele tinha mais de 25.000 horas de voo, incluindo 9.500 horas no Boeing 747. O primeiro oficial Ohad tinha menos experiência do que qualquer membro da tripulação, tendo registrado 4.288 horas de voo, 612 delas no Boeing 747. O engenheiro de voo Sofer era o tripulante mais experiente em o voo, com mais de 26.000 horas de experiência de voo, sendo 15.000 delas no Boeing 747.
O capitão Yitzhak Fuchs voou por 28 anos na El Al e serviu anteriormente na Força Aérea de Israel por 10 anos. O primeiro oficial Arnon Ohad voou na companhia aérea por 10 meses e o engenheiro de voo Gedalya Sofer por 37 anos.

## Voo e Acidente

### Voo

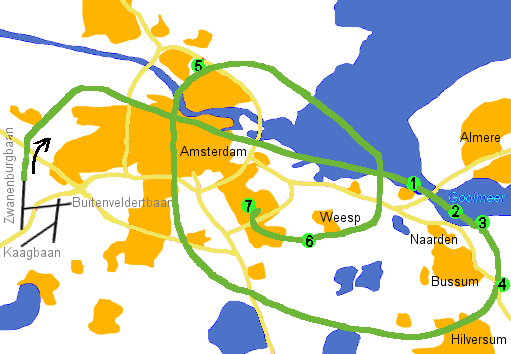
Um mapa de Amsterdã mostrando a trajetória de voo da aeronave marcado em verde: 1 - Motores 3 e 4 se desprendem; 2 - Motores 3 e 4 caem; 3 - O primeiro-oficial declara mayday; 4 - O piloto relata fogo no motor; 5 - O piloto relata problemas com os flaps; 6 - A aeronave se torna incontrolável; 7 - A queda do cargueiro.

O voo 1862 estava programado para decolar às 17h30, mas foi atrasado até às 18h20. Partiu da pista 01L (mais tarde conhecida como pista 36C) em direção ao norte às 18h22. Uma vez no ar, a aeronave virou para a direita. Logo após a curva, às 18h27 (sete minutos após decolar), acima do lago Gooimeer, um lago perto de Amesterdão, testemunhas no solo ouviram um forte estrondo e viram destroços caindo, um rastro de fumaça e um flash momentâneo de fogo na asa direita enquanto o aeronave estava subindo por 1.950 m (6.400 pés). O motor nº 3 (asa direita, mais próximo da fuselagem) separou-se da asa direita da aeronave, disparou para frente, danificou os flaps da asa, depois caiu para trás e atingiu o motor nº 4 (asa direita, mais distante da fuselagem), arrancando-o da asa. Os dois motores caíram da aeronave, também arrancando um trecho de 10 m (33 pés) do bordo de ataque da asa. O barulho alto atraiu a atenção de alguns velejadores de recreio no lago Gooimeer. Os velejadores notificaram a Guarda Costeira dos Países Baixos sobre dois objetos que viram caindo do céu. Um velejador, um policial, disse que inicialmente pensou que os dois objetos em queda fossem paraquedistas, mas quando eles caíram mais perto ele pôde ver que ambos eram motores de avião.
O primeiro oficial fez uma chamada de Mayday para o controle de tráfego aéreo (ATC) e indicou que eles queriam retornar a Schiphol. Às 18h28:45, o primeiro oficial relatou: "El Al 1862, Mayday, Mayday, Mayday! Perdemos o motor número três e número quatro, motor número três e número quatro". O ATC e a tripulação de voo ainda não entenderam a gravidade da situação. Embora a tripulação de voo soubesse que havia perdido a potência dos motores, eles não viram que os motores haviam quebrado completamente e que a asa havia sido danificada. O motor externo na asa de um 747 é visível da cabine de pilotagem apenas com dificuldade e o motor interno na asa não é visível. Dadas as escolhas que o capitão e a tripulação fizeram após a perda de potência do motor, a comissão parlamentar neerlandesa de inquérito que mais tarde estudou o acidente concluiu que a tripulação não sabia que ambos os motores se separaram da asa direita.
Na noite do acidente, a pista de pouso em uso em Schiphol era a pista 06. A tripulação solicitou a pista 27 – a mais longa de Schiphol – para um pouso de emergência, embora isso significasse pousar com vento de cauda de 21 nós.
A aeronave ainda estava muito alta e próxima do pouso quando retornou ao aeroporto. Foi forçado a continuar circulando Amsterdã até que pudesse reduzir a altitude para a necessária para uma aproximação final para o pouso. Durante o segundo círculo, as abas das asas foram estendidas. Os flapes de bordo de fuga internos se estendiam, pois eram acionados pelo sistema hidráulico número um, que ainda estava funcionando, mas os flapes de bordo de fuga externos não, porque eram acionados pelo sistema hidráulico número quatro, que havia falhado quando o motor quebrou. A condição de flap parcial significava que a aeronave teria uma atitude de inclinação mais alta do que o normal à medida que desacelerasse. Os slats do bordo de ataque se estendiam na asa esquerda, mas não na asa direita, por causa dos danos extensos sofridos quando os motores se separaram, o que também interrompeu severamente o fluxo de ar sobre a asa direita. Essa configuração diferencial fez com que a asa esquerda gerasse significativamente mais sustentação do que a direita, especialmente quando a atitude de arfagem aumentava à medida que a velocidade do ar diminuía. O aumento da sustentação no lado esquerdo aumentou a tendência de rolar mais para a direita, tanto porque o aileron externo direito estava inoperante quanto porque o empuxo dos motores esquerdos foi aumentado na tentativa de reduzir a taxa de afundamento muito alta da aeronave. À medida que a aeronave desacelerou, a capacidade dos controles restantes de neutralizar a rotação certa diminuiu. A tripulação finalmente perdeu quase toda a capacidade de impedir que a aeronave vire para a direita. O 747 virou a 90° pouco antes do impacto com os apartamentos.
Às 18:35:25, o primeiro oficial transmitiu pelo rádio ao ATC: "Caindo, 1862, estamos caindo". Ao fundo, o capitão foi ouvido instruindo o primeiro oficial em hebraico a levantar os flaps e abaixar o trem de pouso.

### Acidente

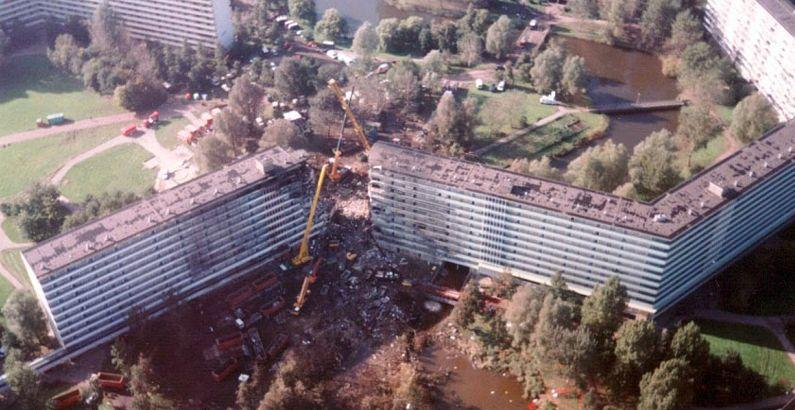
Local da queda do avião.

Às 18h35:42 hora local, a aeronave mergulhou do céu e colidiu com dois prédios de apartamentos no bairro de Bijlmermeer, em Amsterdã, na esquina de um prédio onde o complexo de Groeneveen se encontrava com o complexo de Klein-Kruitberg. Explodiu em uma bola de fogo, o que fez com que o prédio desabasse parcialmente para dentro, destruindo dezenas de apartamentos. A cabine ficou a leste do prédio, entre o prédio e o viaduto da linha 53 do metrô de Amsterdã; a cauda quebrou e foi soprada para trás pela força da explosão.

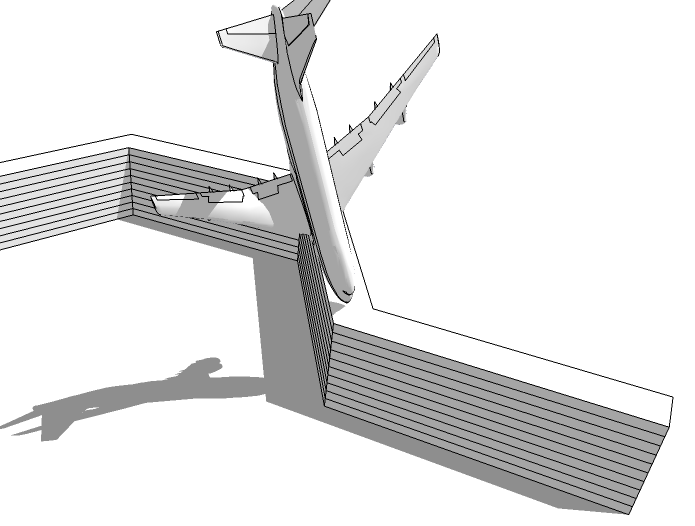
A posição provável da aeronave no ponto de impacto (ilustração).

Durante os últimos momentos do voo, os ATCs fizeram várias tentativas desesperadas de contato com a aeronave. Os controladores de aproximação de Schiphol trabalham em um prédio fechado a leste do aeroporto, não na torre de controle. Às 18h35:45, a torre de controle informou aos controladores de aproximação: "Het is gebeurd" (literalmente "aconteceu", mas coloquialmente "acabou"). Naquele momento, uma grande nuvem de fumaça emitida da cena do acidente era visível da torre de controle. A aeronave havia desaparecido do radar. Os controladores de aproximação informaram que a aeronave havia sido localizada pela última vez a 1,5 km (0,93 mi; 0,81 nmi) a oeste de Weesp, e o pessoal de emergência foi enviado imediatamente.
No momento do acidente, dois policiais estavam em Bijlmermeer verificando um relatório de roubo. Eles viram a aeronave despencar e imediatamente soaram um alarme. Os primeiros caminhões de bombeiros e serviços de resgate chegaram poucos minutos após o acidente. Os hospitais próximos foram aconselhados a se preparar para centenas de vítimas. O complexo era parcialmente habitado por imigrantes do Suriname e Aruba, ambas ex-colônias holandesas, e o número de mortos era difícil de estimar nas horas após o acidente. Por 9 anos, até os atentados de 11 de Setembro de 2001, foi o pior acidente aéreo, envolvendo colisão de aeronaves com edifícios.

### Consequências
O acidente também foi testemunhado por um quartel de bombeiros próximo em Flierbosdreef. Os socorristas se depararam com um incêndio que se espalhava rapidamente de "proporções gigantescas" que consumiu todos os 10 andares do edifício e tinha 120 metros (390 pés) de largura. Ninguém sobreviveu no local do desastre, mas alguns conseguiram escapar do restante do edifício. Testemunhas relataram ter visto pessoas pulando do prédio para escapar do fogo.
Centenas de pessoas ficaram desabrigadas pelo acidente; os ônibus municipais da cidade foram usados para transportar sobreviventes para abrigos de emergência. Bombeiros e policiais também foram obrigados a lidar com relatos de saques na área.
O primeiro-ministro Ruud Lubbers e a rainha Beatriz visitaram o local do desastre na tarde seguinte. O primeiro-ministro disse: "Este é um desastre que abalou todo o país".
Nos dias imediatamente seguintes ao desastre, os corpos das vítimas foram recuperados do local do acidente. O prefeito ordenou que os escombros e os destroços da aeronave fossem removidos, e os investigadores encontraram as peças que se separaram do pilone do motor num aterro sanitário nos arredores de Amsterdã. Os dois motores caídos foram recuperados do lago Gooimeer, assim como pedaços de uma seção de 9 metros (30 pés) da borda de ataque da asa direita. Os restos da aeronave foram transportados para um hangar do aeroporto de Schiphol para análise.
O gravador de dados de voo da aeronave foi recuperado do local do acidente e foi fortemente danificado, com a fita quebrada em quatro lugares. A seção contendo os dados dos últimos dois minutos e meio do voo foi particularmente danificada. O gravador foi enviado para o Conselho Nacional de Segurança nos Transportes (CNST; NTSB em inglês) em Washington, D. C. nos Estados Unidos para recuperação e os dados foram extraídos com sucesso. Apesar das intensas atividades de busca para recuperar o gravador de voz da cabine nos destroços, ele nunca foi encontrado apesar dos funcionários da El Al afirmassem que ele havia sido instalado na aeronave.

## Investigação e causas do acidente
No caso de cargas excessivas nos motores do Boeing 747 ou pilones do motor, os pinos de fusíveis que prendem a nacele do motor à asa são projetados para fraturar de forma limpa, permitindo que o motor se separe da aeronave sem danificar a asa ou o tanque de combustível da asa. Os aviões geralmente são projetados para permanecerem aeronavegáveis em caso de falha ou separação do motor, para que possam pousar com segurança. Danos a uma asa ou tanque de combustível da asa podem ter consequências desastrosas. O Conselho de Segurança da Aviação dos Países Baixos descobriu que os pinos do fusível não falharam corretamente, mas apresentavam rachaduras de fadiga antes da fratura por sobrecarga. O conselho reuniu uma provável sequência de eventos para a perda do motor três:

1 - Falha gradual por fadiga e, em seguida, falha por sobrecarga do pino do fusível da longarina interna no local de parede fina interna

2 - Falha de sobrecarga do terminal externo do encaixe do pilone da longarina interna
3 - Falha de sobrecarga do pino do fusível externo no local de paredes finas e rachaduras por fadiga do motor

4 - Falha de sobrecarga do pino do fusível externo no local de parede fina interna
Essa sequência de falhas consecutivas fez com que o motor 3 e o pilone desta turbina se soltassem. Em vez dele cair pra frente acabou virando pra direita e batendo no motor 4 e arrancando esta turbina e o pilone da asa direita. Danos graves também foram causados ao bordo de ataque da asa direita. Tanto a perda de potência hidráulica quanto os danos na asa direita impediram a operação correta dos flaps que a tripulação mais tarde tentou estender em voo.
A pesquisa indicou que a tripulação foi capaz de manter a aeronave no ar inicialmente devido à sua alta velocidade do ar (280 nós), embora os danos na asa direita, resultando em sustentação reduzida, tenham dificultado o aparelho de se manter no ar.  A 280 kn (520 km/h; 320 mph), no entanto, a sustentação na asa direita foi suficiente para manter a aeronave no ar. Uma vez que teve que reduzir a velocidade para o pouso, a quantidade de sustentação na asa direita foi insuficiente para permitir um voo estável, então um pouso seguro teria sido muito difícil de alcançar. A aeronave então inclinou bruscamente para a direita com muito pouca chance de recuperação.
As causas prováveis deste desastre aéreo foram:

O projeto e a certificação do pilone do Boeing 747 foram considerados inadequados para fornecer o nível de segurança exigido. Além disso, o sistema para garantir a integridade estrutural por inspeção falhou. Isso acabou causando - provavelmente iniciado por fadiga no pino do fusível interno - o pilone do motor nº 3 e a turbina para separar da asa de tal forma que o pilone do motor nº 4 e a turbina foram arrancados. Parte do bordo de ataque da asa foi danificada e o uso de vários sistemas foi perdido ou limitado. Isso posteriormente deixou a tripulação de voo com controle muito limitado do avião. Por causa da controlabilidade marginal, um pouso seguro tornou-se altamente improvável, se não virtualmente impossível.

## Vítimas

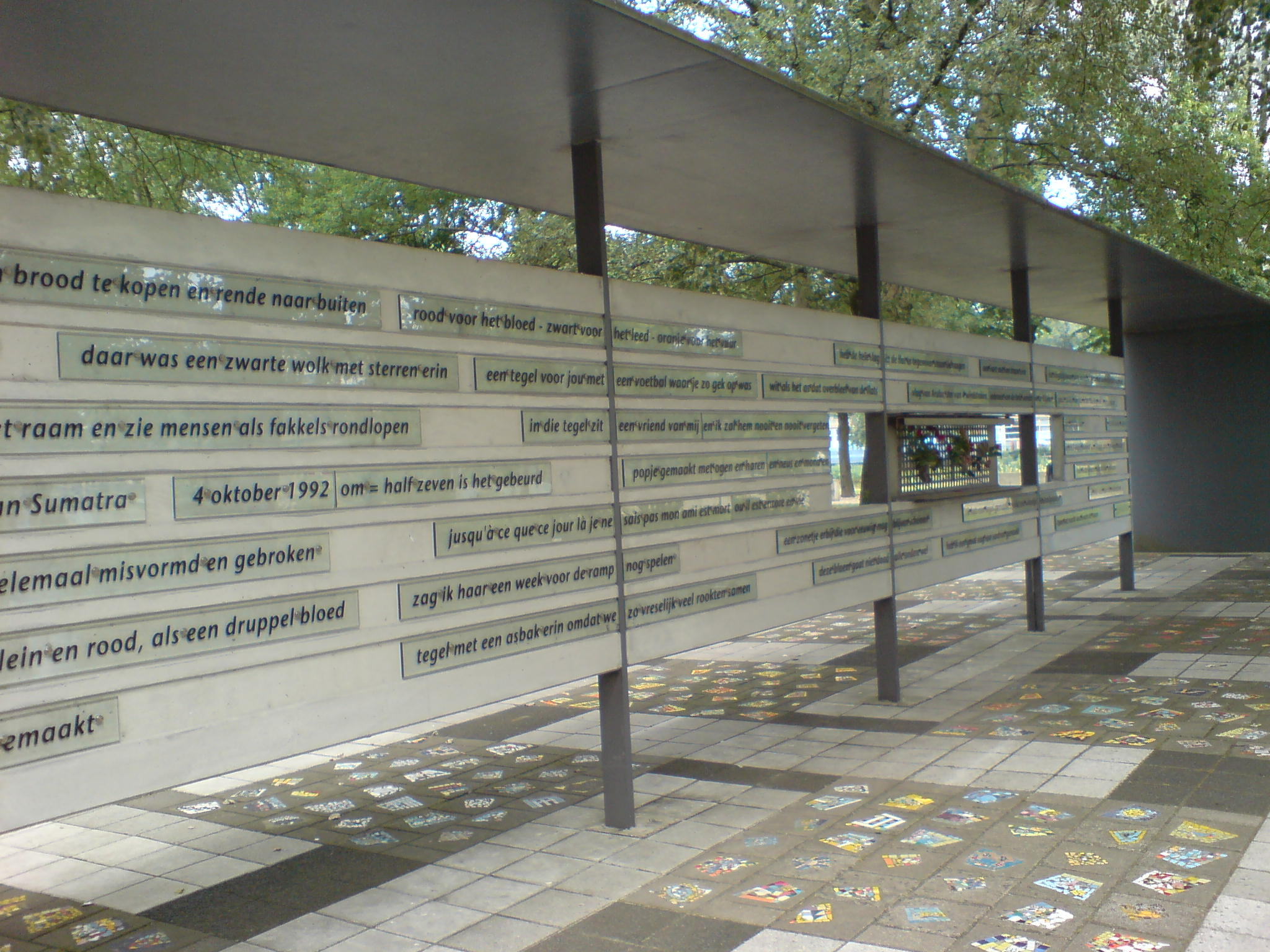
Memorial do acidente criado por Herman Hertzberger

Quarenta e três pessoas morreram no desastre: todos os quatro ocupantes da aeronave (três tripulantes e um passageiro sem receita) e 39 pessoas no solo. Isso foi consideravelmente menor do que o esperado; a polícia havia originalmente estimado um número de mortos em mais de 200 e o prefeito de Amsterdã, Ed van Thijn, disse que 240 pessoas estavam desaparecidas. Vinte e seis pessoas sofreram ferimentos não fatais; 11 deles foram feridos gravemente o suficiente para exigir tratamento hospitalar.

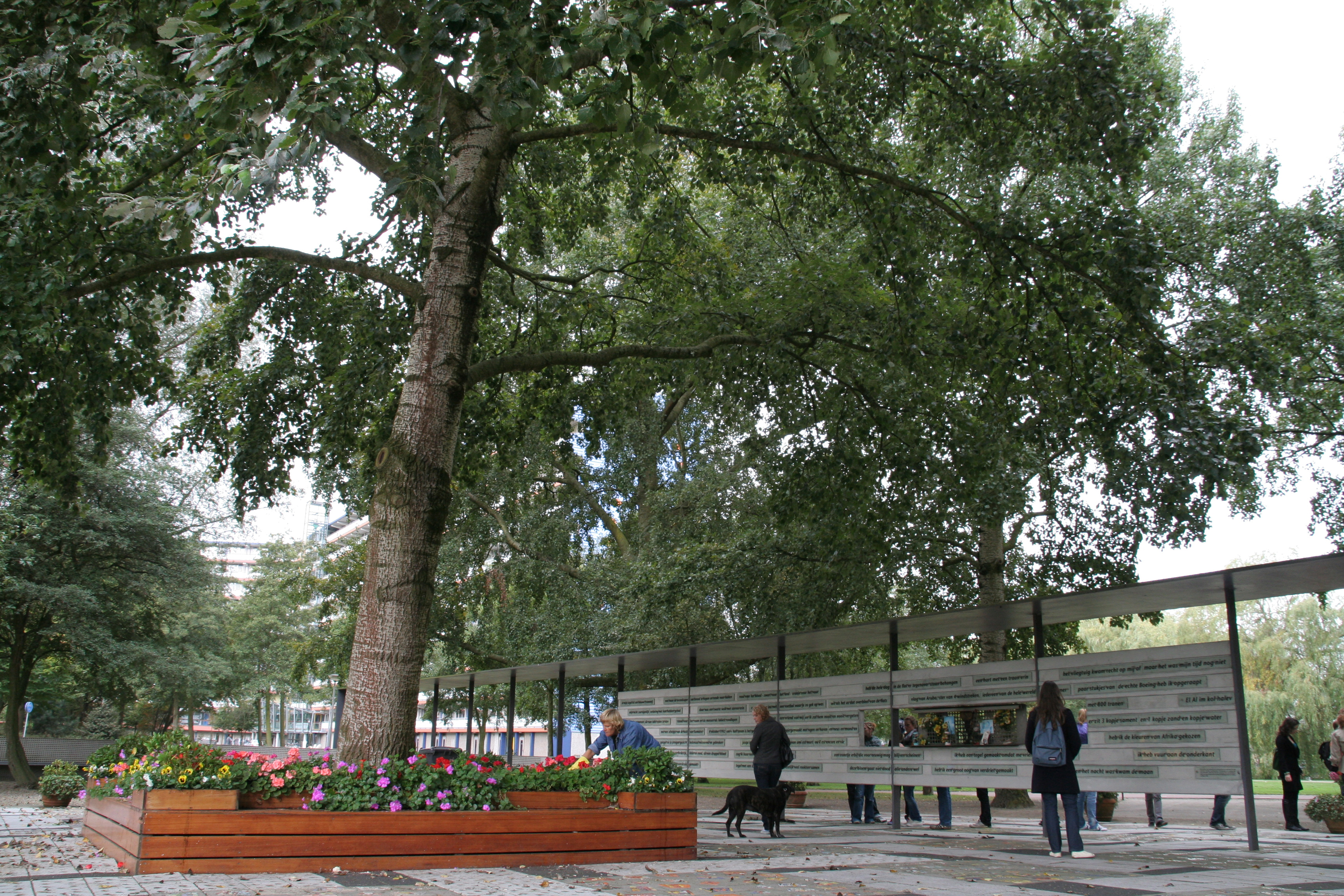
Memorial para as vítimas ao lado de "A árvore que viu tudo"

Persiste a crença de que o número real de vítimas mortas no acidente foi consideravelmente maior. Bijlmermeer tem um grande número de moradores vivendo ilegalmente lá, particularmente de Gana e Suriname, e membros da comunidade ganense declararam que perderam um número considerável de ocupantes não-documentados que não foram contados entre os mortos.

### Memorial
Um memorial, projetado pelos arquitetos Herman Hertzberger e Georges Descombes, foi construído perto do local do acidente com os nomes das vítimas. Flores são colocadas em uma árvore que sobreviveu ao desastre, conhecida como "a árvore que viu tudo" ("de boom die alles zag" em neerlandês). Um memorial público é realizado anualmente para marcar o desastre; nenhum avião sobrevoa a área por uma hora em respeito às vítimas.

## Problemas de saúde
Cuidados de saúde mental estavam disponíveis após o acidente para todos os residentes afetados e pessoal de serviço. Após cerca de um ano, muitos moradores e funcionários do serviço começaram a abordar os médicos com queixas de saúde física, que os pacientes afetados atribuíram ao acidente da El Al. Insônia, infecções respiratórias crônicas, dor e desconforto geral, impotência, flatulência e queixas intestinais foram relatados. Cerca de 67% dos pacientes afetados estavam infectados com Mycoplasma e sofriam de sintomas semelhantes à síndrome da Guerra do Golfo ou sintomas semelhantes à síndrome da fadiga crônica.
Autoridades holandesas de departamentos governamentais de transporte e saúde pública afirmaram que, no momento do acidente, eles entenderam que não existiam riscos à saúde de qualquer carga na aeronave; Els Borst, ministro da saúde pública neerlandês na época, afirmou que "nenhum material extremamente tóxico, muito perigoso ou radioativo" estava a bordo. Em outubro de 1993, a fundação de pesquisa de energia nuclear Laka informou que a cauda continha 282 kg (622 lb) de urânio empobrecido como peso de corte, assim como todos os Boeing 747 da época; isso não era conhecido durante o processo de resgate e recuperação.
Sugeriu-se a realização de estudos sobre os sintomas dos sobreviventes afetados e pessoal de serviço, mas por vários anos, essas sugestões foram ignoradas com base em que nenhuma razão prática levaria a acreditar em qualquer ligação entre as queixas de saúde dos sobreviventes e o Local do acidente de Bijlmer. Em 1997, um especialista testemunhou no parlamento israelense que produtos perigosos teriam sido liberados durante a combustão do urânio empobrecido na cauda do Boeing 747.
Os primeiros estudos sobre os sintomas relatados pelos sobreviventes, realizados pelo Centro Médico Acadêmico de Amsterdã (AMC), começaram em maio de 1998. O AMC acabou concluindo que até uma dúzia de casos de distúrbios autoimunes entre os sobreviventes poderiam ser atribuídos diretamente ao acidente, e avisos de saúde foram distribuídos a médicos em toda a Holanda solicitando que fosse dada atenção extra aos sintomas de doença autoimune, principalmente se o paciente tivesse uma ligação com o local do acidente de Bijlmer. Outro estudo, realizado pelo Instituto Nacional de Saúde e Meio Ambiente neerlandês, concluiu que, embora produtos tóxicos tenham sido liberados no momento do acidente, os riscos adicionais de câncer eram pequenos, cerca de um ou dois casos adicionais por 10.000 pessoas expostas. O instituto também concluiu que as chances de envenenamento por urânio eram mínimas.

## Carga
Logo após o desastre, foi anunciado que a aeronave continha frutas, perfumes e componentes de computador. A ministra dos transportes e recursos hídricos neerlandesa da época Hanja Maij-Weggen afirmou estar certa de que não continha carga militar.
As queixas de saúde dos sobreviventes após o acidente aumentaram o número de perguntas sobre a carga. Em 1998, o porta-voz da El Al, Nachman Klieman, revelou publicamente que 190 litros de metilfosfonato de dimetilo, um produto químico da lista 2 da CWC, havia sido incluído na carga. O principal uso comercial do produto químico é como retardante de chama. Outros usos comerciais são um aditivo de pré-ignição para gasolina, agente antiespuma, plastificante, estabilizador, condicionador têxtil, agente antiestático, aditivo para solventes e fluidos hidráulicos de baixa temperatura e como catalisador/reagente na síntese orgânica das armas químicas sarin e soman. O Estado de Israel observou que o produto químico havia sido listado no manifesto de carga de acordo com os regulamentos internacionais, o material não era tóxico e seu uso pretendido era testar os filtros dos detectores de armas químicas. O Ministério das Relações Exteriores holandês confirmou que já sabia da presença de produtos químicos na aeronave. A remessa era de uma fábrica de produtos químicos dos EUA para o Instituto de Pesquisa Biológica de Israel sob uma licença do Departamento de Comércio dos EUA. De acordo com o site de armas químicas CWInfo, a quantidade envolvida era "muito pequena para a preparação de uma quantidade militarmente útil de Sarin, mas seria consistente com a fabricação de pequenas quantidades para testar métodos de detecção e roupas de proteção".

## Acidentes relacionados e consequências
Este foi um dos vários acidentes causados por problemas com os pilones dos motores de Boeing 707 e 747, que eram quase idênticos em design.
Em abril de 1968, um motor e um pilone do voo BOAC 712 caíram de um Boeing 707, resultando em cinco mortes.
Em 16 de janeiro de 1987, um Boeing 707 da Transbrasil (PT-TCP) perdeu seu motor nº 2 com 150 pessoas a bordo. Ele pousou sem incidentes e mais tarde decolou com apenas três motores.
Em dezembro de 1991, o voo 358 da China Airlines caiu quando seus motores nº 3 e nº 4 caíram logo após a decolagem de Taipei, resultando na morte de todos os cinco ocupantes.
Em janeiro de 1992, um 707 cargueiro da Tampa Colombia foi forçado a retornar a Miami, quando o motor nº 3 se separou logo após a decolagem.
Em março de 1992, cenário semelhante – separação dos motores nº 3 e nº 4 – desta vez em um Boeing 707, ocorreu em um voo de carga da Trans-Air (Transair 671). Novamente, o motor nº 3 se soltou e colidiu com o motor nº 4, arrancando-o também. Nesta ocasião, a tripulação conseguiu pousar com segurança na Base Aérea de Istres, no sul da França.
Em março de 1993, um voo de carga 747 da Japan Airlines operado pela Evergreen International Airlines também retornou a Anchorage depois que o motor nº 2 se desprendeu.
Após este acidente, a Boeing emitiu uma diretriz de serviço para todos os proprietários do 747 em relação aos seus pinos de fusível. As turbinas e os pilones tiveram que ser removidos dos 747 e os pinos do fusível examinados quanto a defeitos. Se houver rachaduras, os pinos devem ser substituídos.

## Na cultura popular
O acidente foi retratado no documentário da National Geographic "Seconds From Disaster" ("Segundos Fatais" no Brasil") no episódio "Amsterdam Air Crash" ("Desastre aéreo em Amesterdão" [em Portugal] / "Acidente ou Sabotagem?" [no Brasil]).
No mesmo canal o desastre aéreo é apresentado no 3º episódio da 15ª temporada da série Mayday (Air Crash Investigation no Reino Unido e restante do mundo). O episódio é intitulado "High Rise Catastrophe" ("Catástrofe no Condomínio" no Brasil). A computação gráfica no documentário pintaram erroneamente a aeronave com a pintura de aeronaves de passageiros da El Al, enquanto que na realidade, a aeronave acidentada não possui a pintura da bandeira de Israel e a identidade da companhia aérea, e apenas a palavra "Cargo" aparece em ambos os lados da aeronave.
Um filme de 2013, In Het Niets ("Em lugar nenhum"), conta a história fictícia de dois imigrantes ilegais de Gana que viviam no prédio na época.